# Oh! Susanna (Foster)
Oh! Susanna is een lied dat in 1848 werd geschreven door Stephen Foster. Het was een van zijn eerste die hij schreef en ontwikkelde zich tot een volksliedje tijdens de Californische goldrush (1848-1855). Het is een klassieker geworden in de Amerikaanse folkmuziek.
Foster schreef het om te worden opgevoerd tijdens minstrel shows. Het werd daarom vaak opgevoerd met zwarte gezichtsschmink (blackface). Het oorspronkelijke tweede couplet werd in de loop van de tijd verwijderd omdat dat racistisch was.
Het lied gaat over een man die naar New Orleans gaat om zijn geliefde Susanna te zien. Het is een liefdeslied vol verlangen en begeerte.
Het lied is talrijke malen gecoverd. Verder zijn er verschillende bewerkingen van het nummer geweest. Een voorbeeld is The banjo song met de tekst op nieuwe muziek van Tim Foster (The Big 3). Dit nummer werd zelf ook vele malen gecoverd, onder meer in een rockversie van Neil Young. Ook diende de muziek van The banjo song als basis voor het nummer Venus op een nieuwe tekst waarmee de Nederlandse popgroep Shocking Blue in 1969 een wereldwijde hit had (maar zowel de muziek als tekst waren dus niet meer verwant aan Oh! Susanna)